# خواجه‌ایلی
خواجه‌ایلی (به ازبکی: Xoʻjayli) که در زبان قره‌قالپاقی خواجه‌لی (Xoʻjeli) نامیده می‌شود، شهری در قره‌قالپاقستان کشور ازبکستان است که در سرشماری سال ۲۰۱۰ میلادی، ۱۰۵٬۴۶۶ نفر جمعیت داشته‌است. خواجه‌ایلی در پایین‌دست آمودریا در سمت چپ و در ۲۴ کیلومتری نوکوس قرار دارد. دارای ایستگاه راه‌آهن، اسکله رودخانه. کانال تاشلی‌آب از مرکز شهر می‌گذرد.

## پیشینه
خواجه‌ایلی در این منطقه جایگزین شهر ایرانی قدیم مِزدَهقان (مَزداکان) است. آن شهر باستانی زرتشتیان خوارزمی ایرانی‌تبار اکنون کاوشگاه بزرگی است که در حدود ۴ کیلومتری غرب خواجه‌ایلی در جاده اصلی به پاسگاه مرزی ترکمنستان و کهنه‌گرگانج واقع شده‌است.
استفاده اصطلاح خواجه به معنی «استاد» در نام این شهر تازه‌تر از اواخر قرن ۱۷ و اوایل قرن ۱۸ سرچشمه گرفت. بنابر تحقیق محقق روسی الکون، در سال ۱۸۷۴، این شهر به عنوان قلعه‌ای توسط «ایشان الامین خواجه» که از ترکستان کوچ کرده بود ساخته شد. (ایشان لقبی برای احترام در آسیای میانه است) افسانه‌های محلی نیز وجود دارد مبنی بر اینکه این شهر توسط خواجه‌گان صوفی فرقه یَسَوی تأسیس شده‌است. در مورد تاریخ خواجه‌ایلی مطالبی در کتاب فردوس الاقبال در باب تاریخ خوارزم آمده است.
کاوش‌های باستان‌شناسی نشان می‌دهد که در این محل جمعیتی در قرن چهارم تا سوم زندگی می‌کرده‌اند. ویرانه‌های شهر خوارزمی مِزدهقان در نزدیکی خواجه‌ایلی گواه این امر است. واسیلی بارتلد در مورد طبیعت، بازارها، مدارس، کانال‌های آبیاری و جمعیت خواجه‌ایلی مطالبی نگاشته‌است.

## زیرساخت‌ها
ایستگاه راه‌آهن جدید خواجه‌لی در سال ۵۳–۱۹۵۲ در ارتباط با احداث راه‌آهن ساخته شد.
خواجه‌ایلی دارای پنبه‌پاک‌کن، آجرسازی، کره‌گیری، کارخانه‌های لبنی، یک کارخانه خیاطی، یک نانوایی، یک کارخانه بسته‌بندی گوشت، یک ایستگاه کمپرسور گاز، ۴ کارخانه ماشین‌سازی، یک پرورشگاه، حدود ۲۰ مدرسه متوسطه، دانشکده‌های حرفه ای، ۲ مدرسه موسیقی، کودکان وجود دارد. و مدارس ورزش جوانان، یک سالن تئاتر، ۴ خانه فرهنگ، ۱۴ کتابخانه، پارک فرهنگ و تفریح و کوچه خاطره است. بیمارستان مرکزی و شعب آن، یک پلی‌کلینیک، ۲ داروخانه پزشکی و یک بخش اورژانس از تأسیسات درمانی آن هستند.